# 聖拉斐爾德埃斯卡蘇區
聖拉斐爾德埃斯卡蘇區（西班牙語：San Rafael de Escazú），是哥斯達黎加的一個區，位於該國中部聖何塞省，始建於1848年12月7日，面積13.12平方公里，海拔高度1,042米，2011年人口21,971，人口密度每平方公里1,674.62人。